# Гавриил I Солунски
Гавриил I Солунски (на гръцки: Γαβριήλ Α΄Θεσσαλονίκης) е византийски духовник, солунски митрополит от 1393 до 1416 година. Обявен е за светец.

## Биография
Роден е в семейство на духовник в Солун. Учи при монаха Макарий Хумн. В 1383 година се мести в столицата Константинопол, издига се в църковните среди и става игумен на манастира Хора и ръководител на всички монашески институции на византийската столица. В 1389 година той е избран за епископ на Халкидон и се ползва с благоволението на император Мануил II Палеолог като компетентен и благоразумен прелат. Около 1395 година се завръща в своя роден град, завладян от османските турци в 1391 година, и благодарение на репутацията си успява да постигне приливегии за солунчани. Води преговори за изтегляне на османците от града, което става в 1403 година.